# Miasto Vrbovec
Miasto Vrbovec (chorw. Grad Vrbovec) – jednostka administracyjna w Chorwacji, w żupanii zagrzebskiej. W 2011 roku liczyła 14 797 mieszkańców.